# Richard S. Williamson
Pour les articles homonymes, voir Williamson.
Cet article possède un paronyme, voir Richard Williamson.
Richard Salisbury Williamson, né à Chicago le 9 mai 1949, et mort dans cette ville le 8 décembre 2013, est un avocat, diplomate, enseignant et homme politique américain. Williamson était depuis le 7 janvier 2008 l'envoyé spécial des États-Unis au Soudan. Il était partenaire du cabinet d'avocat Winston & Strawn.

## Études
En 1971, Williamson sort diplômé de l'Université de Princeton. En 1974, il obtient une licence de l'université Virginia School of Law, où il est le rédacteur en chef du Virginia Journal of International Law.

## Carrière
Williamson exerce au sein du cabinet d'avocat Winston & Strawn. Plus tôt dans l'administration Bush, il occupe le poste d'ambassadeur aux Nations unies pour les Affaires politiques spéciales et comme ambassadeur de l'ONU à la Commission sur les droits de l'homme.
Auparavant, il exerce de hautes responsabilités dans les affaires étrangères américaines sous la présidence de Ronald Reagan et de George H.W. Bush, notamment comme assistant du secrétaire d'État chargé des relations avec les organisations internationales au sein du département d'État, et Assistant du président des États-Unis pour les affaires intergouvernementales à la Maison-Blanche.
En 1992, il est le candidat du parti républicain pour le Sénat des États-Unis, mais il échoue contre la démocrate Carol Moseley-Braun.
De 1999 à 2001, il dirige le Parti républicain de l'Illinois.
Williamson est actif dans une large variété d'organisations civiques, il fait partie du conseil d'administration de l'Institut républicain international; il est membre du Comité de soutien à la société civile russe, membre du comité consultatif du centre des droits de l'homme internationaux de l'université DePaul, et membre du Conseil des relations étrangères.
Williamson est aussi professeur d'études internationales à l'université Northwestern d'Evanston.

### Soudan
Richard Williamson joue un rôle important dans la lente résolution du conflit au Darfour,.

### Divers
Williamson a écrit sept livres et édité trois. 